# Харьковская государственная зооветеринарная академия
Харьковская государственная зооветеринарная академия (укр. Харківська державна зооветеринарна академія) — бывшее высшее учебное заведение IV уровня аккредитации,  расположенное в Малой Даниловке возле Харькова.
Прекратила существование в 2021 году, войдя в состав новосозданного Государственного биотехнологического университета.

## История
Создание Харьковского ветеринарного училища (1851) путём выделения этого подразделения из Харьковского университета.
Преобразование ветеринарного училища в Харьковский ветеринарный институт (1873).
Реорганизация ветеринарного института в Харьковский зоотехнический институт (1920).
Реорганизация в Харьковский зооветеринарный институт (1960), объединивший Ветеринарный институт и Харьковский зоотехнический институт.
Реорганизация в Харьковскую государственную зооветеринарную академию (2001).
В ходе вторжения России на Украину (с 2022) 30 мая 2024 года российским ракетным обстрелом уничтожен манеж академии (историческое здание) и частично разрушено общежитие.

## Структура
Обучение в академии проходит на двух факультетах: зооинженерном и ветеринарном. Институт готовит врачей ветеринарной медицины, зооинженеров, менеджеров организаций.
На кафедрах ХГЗВА работают 220 преподавателей, из которых два — члены-корреспонденты Украинской аграрной академии наук, 30 профессоров, докторов наук, 110 доцентов, кандидатов наук.
База ХГЗВА состоит из 12 учебных корпусов, опытного хозяйства, библиотеки с фондом 238 тыс. томов. Студенты проживают в четырёх общежитиях, к их услугам столовая, кафе, вечерний профилакторий, стадион, спортивные залы, дом культуры, конно-спортивный комплекс.
ХГЗВА имел собственный зоопарк, в котором обитали лебеди, страусы, верблюды, волки и другие животные и птицы. На данный момент большинство из ранее обитавших в упомянутом зоопарке животных переданы Харьковскому зоопарку. На территории ХГЗВА остаются вольеры с птицами (страусы, павлины, фазаны, цесарки, куры).